# Feuillères
Feuillères est une commune française située dans le département de la Somme, en région Hauts-de-France.

## Géographie

### Localisation

#### Communes limitrophes

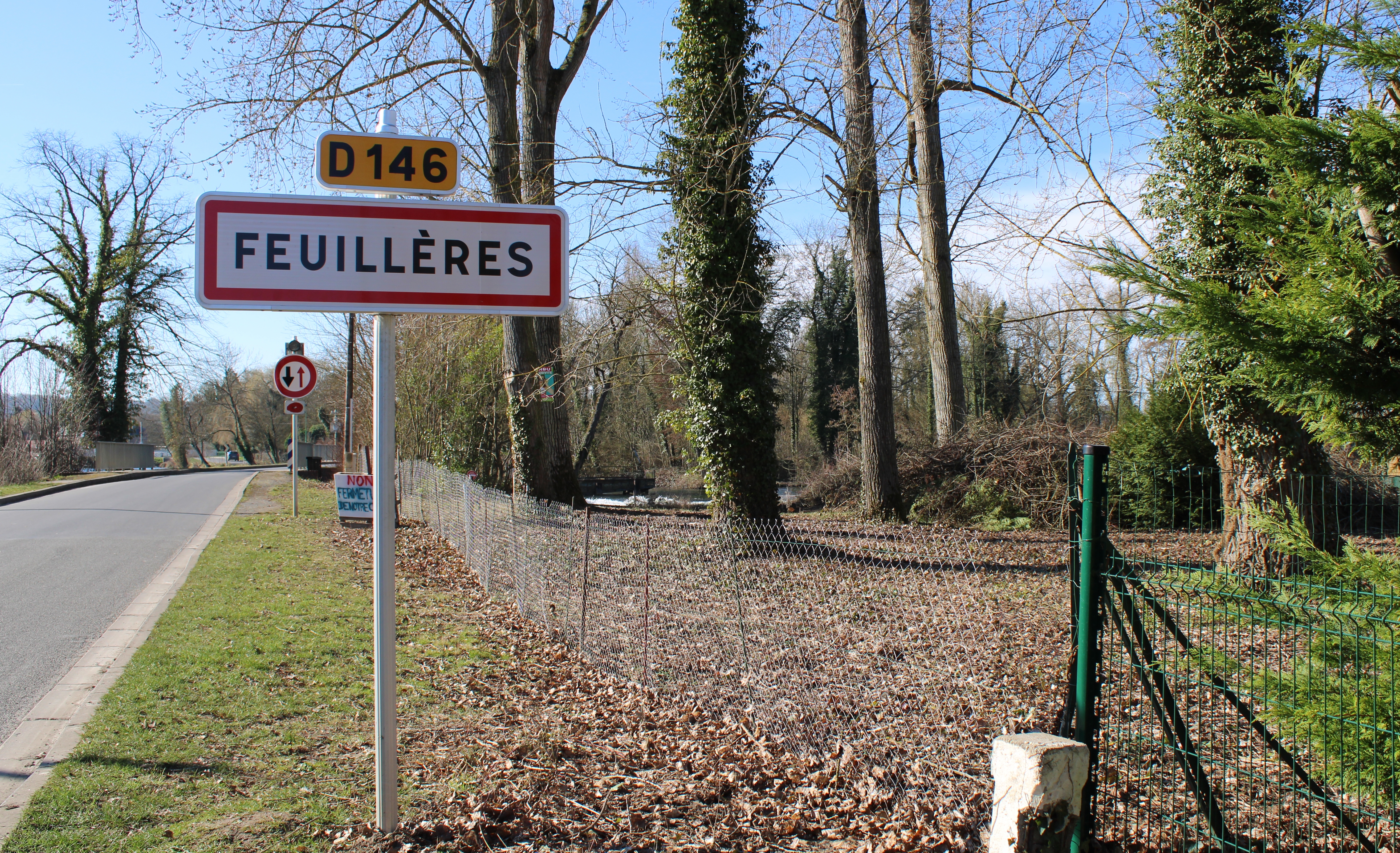
Entrée du village.

|       | Hem-Monacu           |                 |
| Frise | Feuillères           | Cléry-sur-Somme |
|       | Flaucourt Herbécourt |                 |

### Nature du sol et du sous-sol
Le sol de la commune est de nature tourbeuse dans la vallée et calcaire sur les coteaux.

### Relief, paysage, végétation
Feuillères est située dans la vallée de la Somme à une altitude d'environ 50 m. Des coteaux s'étendent à l'est et au sud. Le point culminant de la commune est situé au sud à une altitude de 105 m. Le paysage de la commune est caractérisé par la présence d'étang qui lui donne son aspect verdoyant et bucolique.

### Hydrographie

#### Réseau hydrographique
La commune est située dans le bassin Artois-Picardie. Elle est drainée par la Somme canalisée et le fleuve la Somme,.

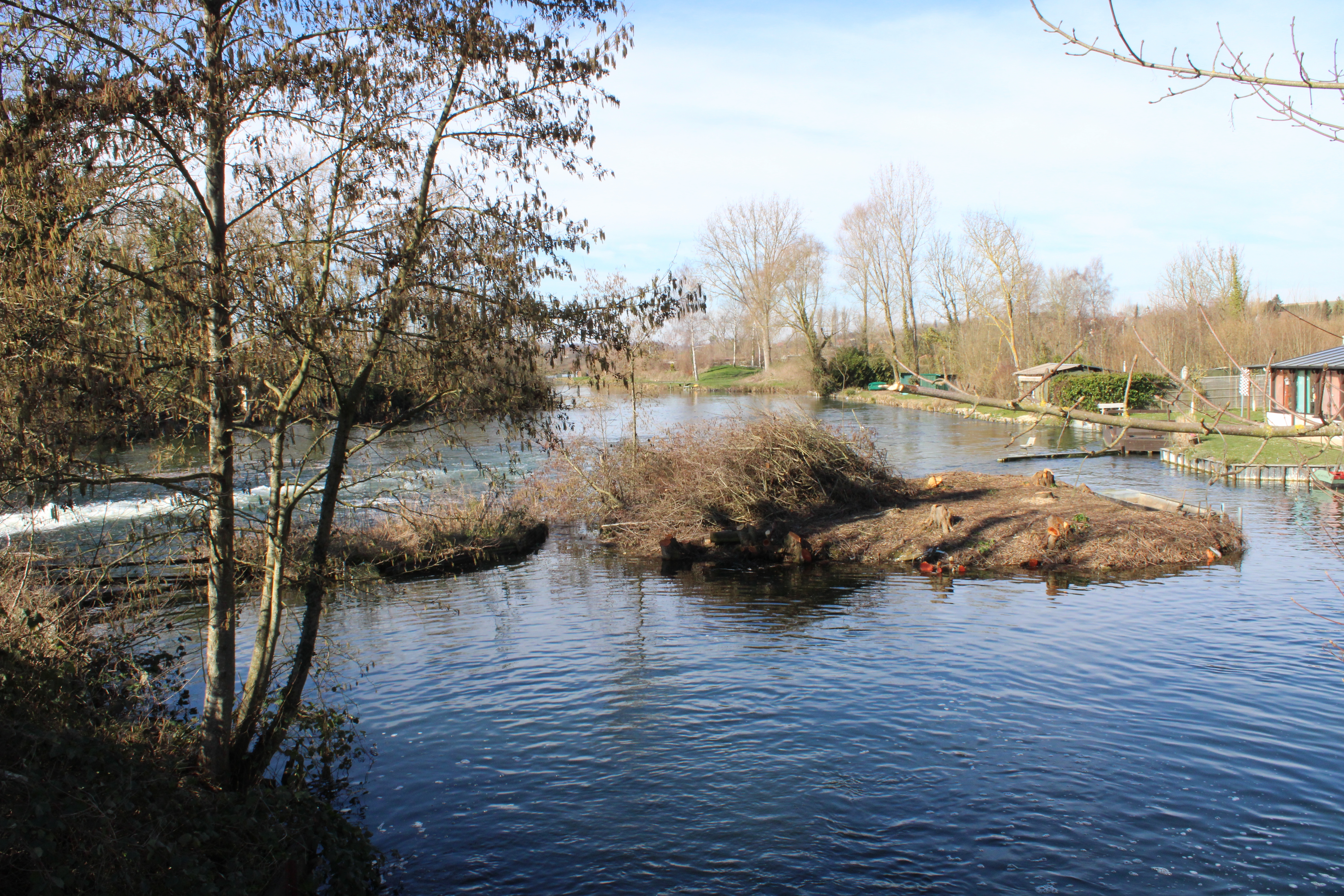
Vue sur les étangs.
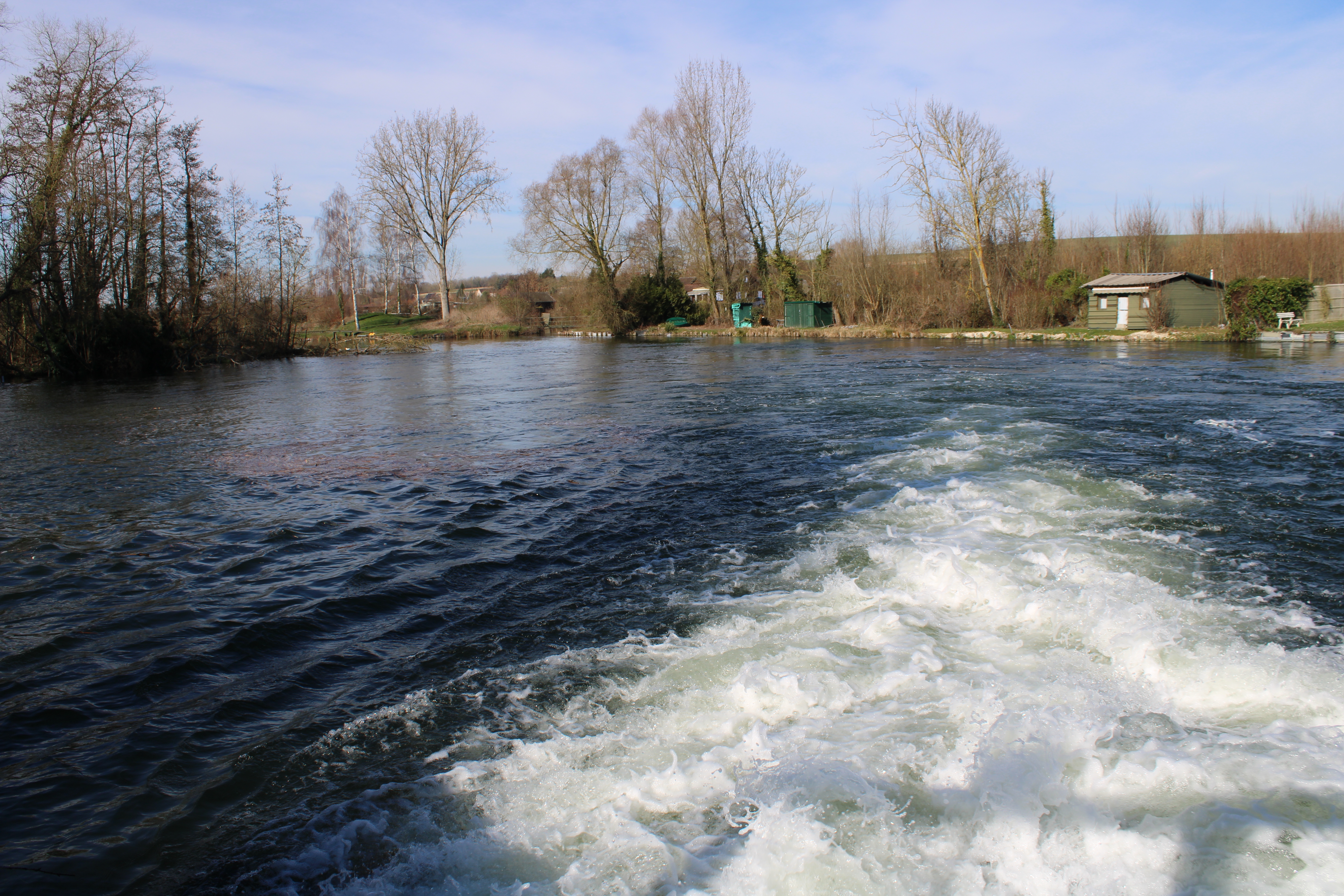
Le déversoir de la Somme.
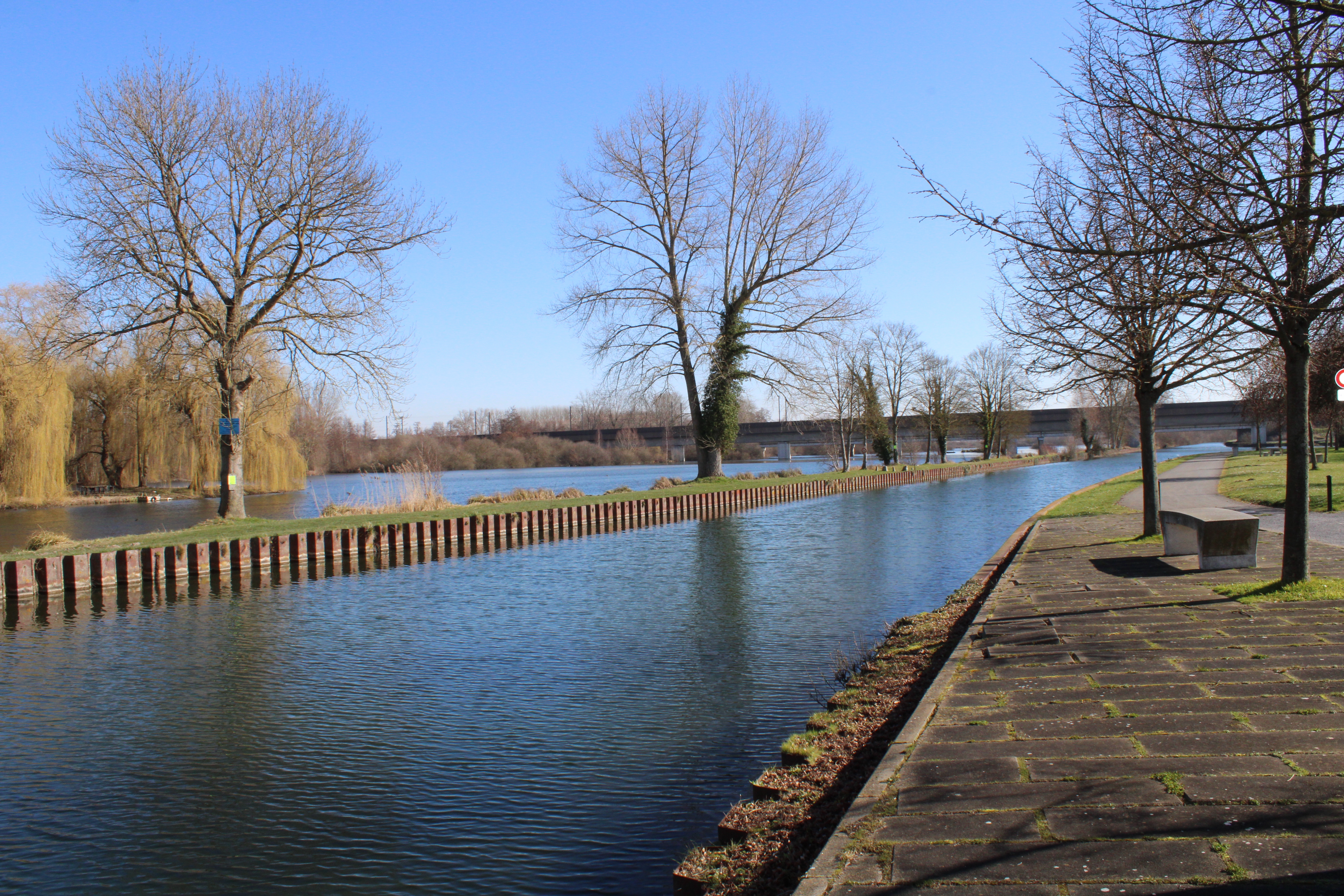
Le canal de la Somme au premier plan et la Somme en arrière plan.
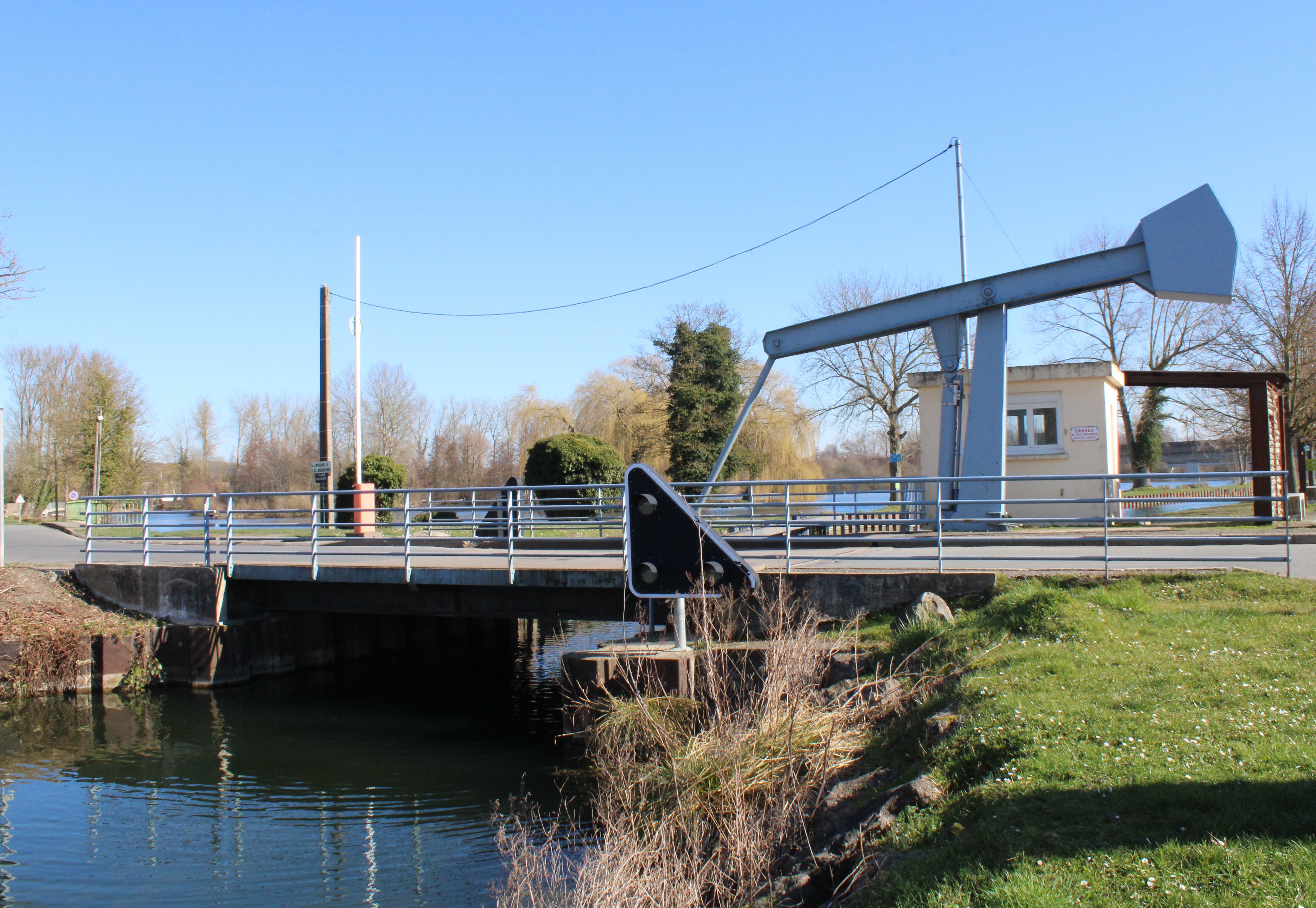
Le pont levant.

La Somme est un fleuve du nord de la France, en région Hauts-de-France, qui traverse les deux départements de l'Aisne et de la Somme. Il prend sa source dans la commune de Fonsomme et se jette  dans la Manche par la baie de Somme entre Le Crotoy et Saint-Valery-sur-Somme. Les caractéristiques hydrologiques de la Somme sont données par la station hydrologique située sur la commune. Le débit moyen mensuel est de 6,5 m3/s. Le débit moyen journalier maximum est de 20 m3/s, atteint lors de la crue du 9 mars 2024. Le débit instantané maximal est quant à lui de 20,2 m3/s, atteint le même jour.
Le canal de la Somme, construit entre 1770 et 1827, et mis au gabarit Freycinet en 1880, est long 170 km. Il débute à Saint-Simon où il touche au canal de Saint-Quentin et débouche dans la baie de Somme.

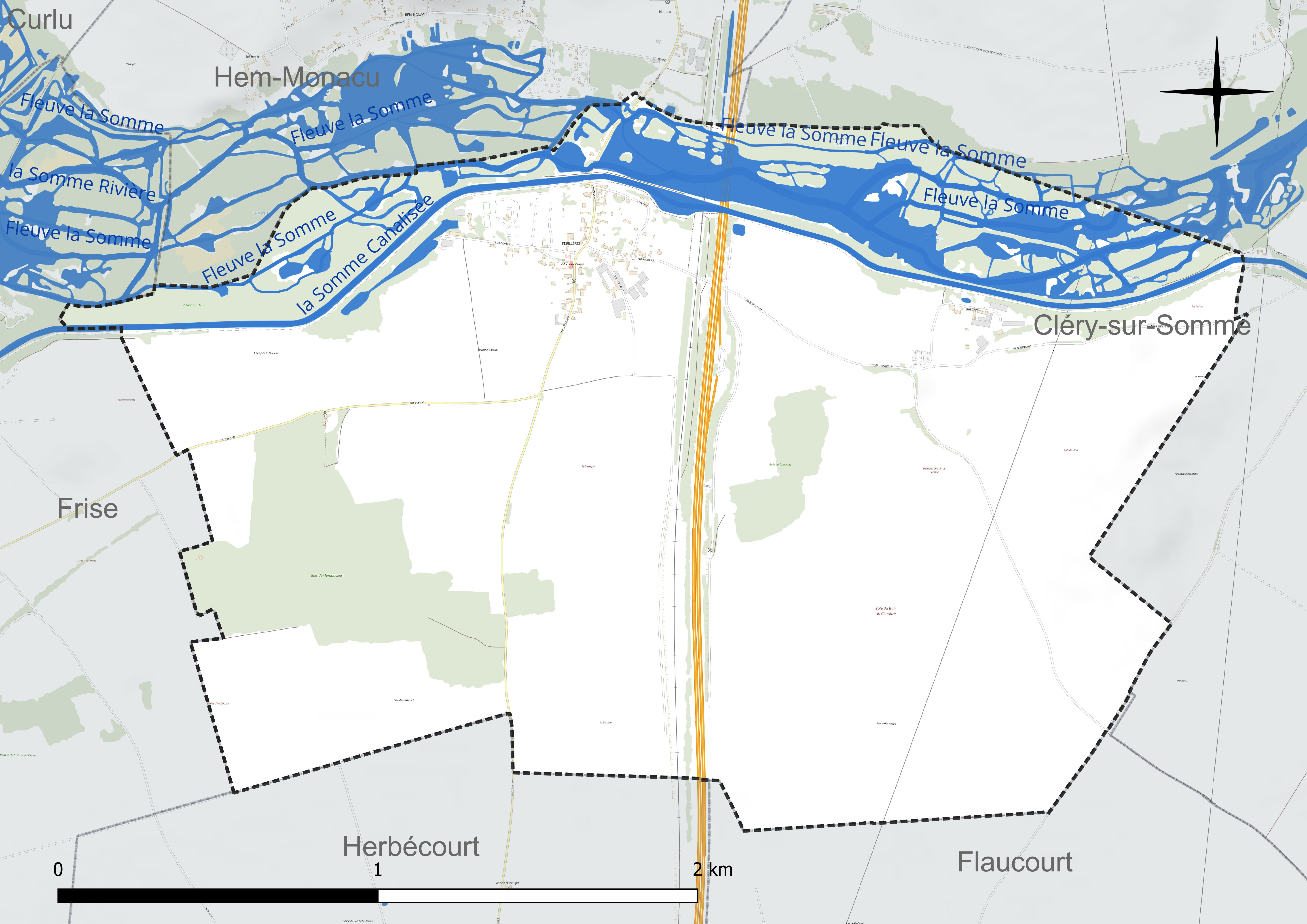
Réseau hydrographique de Feuillères.

Un plan d'eau complète le réseau hydrographique : l'étang de Madame Petit (17,6 ha),.

#### Gestion et qualité des eaux
Le territoire communal est couvert par le schéma d'aménagement et de gestion des eaux (SAGE) « Haute Somme ». Ce document de planification concerne un territoire de 1 798 km2 de superficie, délimité par le bassin versant de la Haute Somme est constitué d'un réseau hydrographique complexe de cours d'eau, de marais, d'étangs et de canaux. Le périmètre a été arrêté le 21 avril 2006 et le SAGE proprement dit a été approuvé le 15 juin 2017. La structure porteuse de l'élaboration et de la mise en œuvre est le syndicat mixte d'aménagement hydraulique du bassin versant de la Somme (AMEVA).
La qualité des cours d'eau peut être consultée sur un site dédié géré par les agences de l'eau et l'Agence française pour la biodiversité.

### Climat
Pour des articles plus généraux, voir Climat des Hauts-de-France et Climat de la Somme.
En 2010, le climat de la commune est de type climat océanique dégradé des plaines du Centre et du Nord, selon une étude du CNRS s'appuyant sur une série de données couvrant la période 1971-2000. En 2020, Météo-France publie une typologie des climats de la France métropolitaine dans laquelle la commune est exposée à un climat océanique et est dans la région climatique Nord-est du bassin Parisien, caractérisée par un ensoleillement médiocre, une pluviométrie moyenne régulièrement répartie au cours de l'année et un hiver froid (3 °C).
Pour la période 1971-2000, la température annuelle moyenne est de 10,5 °C, avec une amplitude thermique annuelle de 14,8 °C. Le cumul annuel moyen de précipitations est de 684 mm, avec 12,2 jours de précipitations en janvier et 8,8 jours en juillet. Pour la période 1991-2020, la température moyenne annuelle observée sur la station météorologique la plus proche, située sur la commune de Méaulte à 14 km à vol d'oiseau, est de 10,7 °C et le cumul annuel moyen de précipitations est de 730,3 mm,. Pour l'avenir, les paramètres climatiques de la commune estimés pour 2050 selon différents scénarios d'émission de gaz à effet de serre sont consultables sur un site dédié publié par Météo-France en novembre 2022.

### Voies de communication et transports
La localité est desservie par les autocars du réseau inter-urbain Trans'80, Hauts-de-France (ligne no 54, Lesbœufs - Péronne).

## Urbanisme

### Typologie
Au 1er janvier 2024, Feuillères est catégorisée commune rurale à habitat dispersé, selon la nouvelle grille communale de densité à sept niveaux définie par l'Insee en 2022.
Elle est située hors unité urbaine. Par ailleurs la commune fait partie de l'aire d'attraction de Péronne, dont elle est une commune de la couronne,. Cette aire, qui regroupe 52 communes, est catégorisée dans les aires de moins de 50 000 habitants,.

### Occupation des sols
L'occupation des sols de la commune, telle qu'elle ressort de la base de données européenne d'occupation biophysique des sols Corine Land Cover (CLC), est marquée par l'importance des territoires agricoles (66,6 % en 2018), en diminution par rapport à 1990 (75,1 %). La répartition détaillée en 2018 est la suivante : 
terres arables (66,6 %), forêts (17,1 %), eaux continentales (6,7 %), zones industrielles ou commerciales et réseaux de communication (5,3 %), zones urbanisées (4,3 %), zones humides intérieures (0,1 %). L'évolution de l'occupation des sols de la commune et de ses infrastructures peut être observée sur les différentes représentations cartographiques du territoire : la carte de Cassini (XVIIIe siècle), la carte d'état-major (1820-1866) et les cartes ou photos aériennes de l'IGN pour la période actuelle (1950 à aujourd'hui).

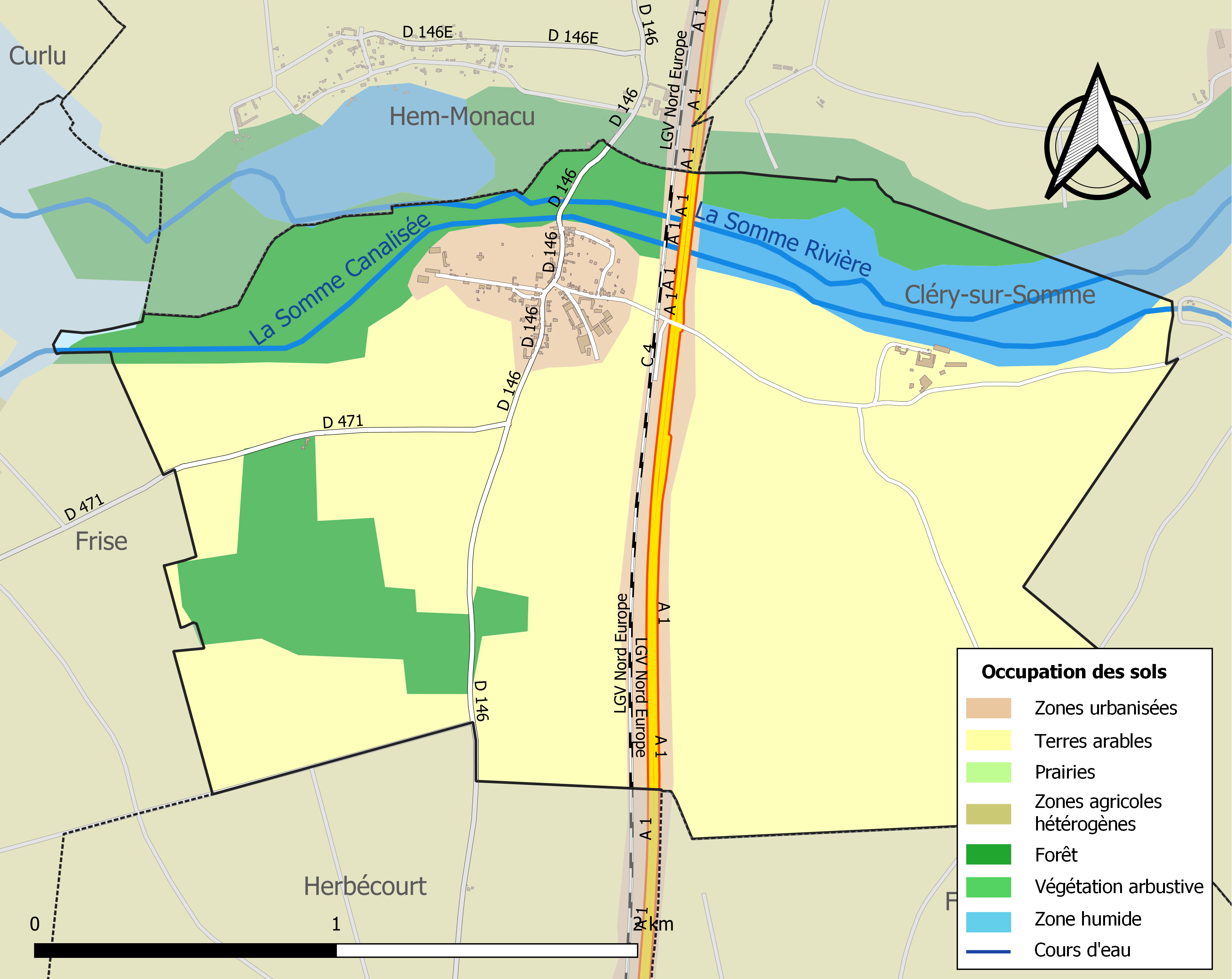
Carte des infrastructures et de l'occupation des sols de la commune en 2018 (CLC).

### Habitat
La commune présente un habitat groupé.

### Voies de communication et transports
Desservi par la route départementale 146, le village est limité au nord par le cours de la Somme. Son territoire est traversé diamétralement par l'autoroute A1 suivant un axe nord-sud et la ligne grande vitesse Nord-Europe.

## Toponymie

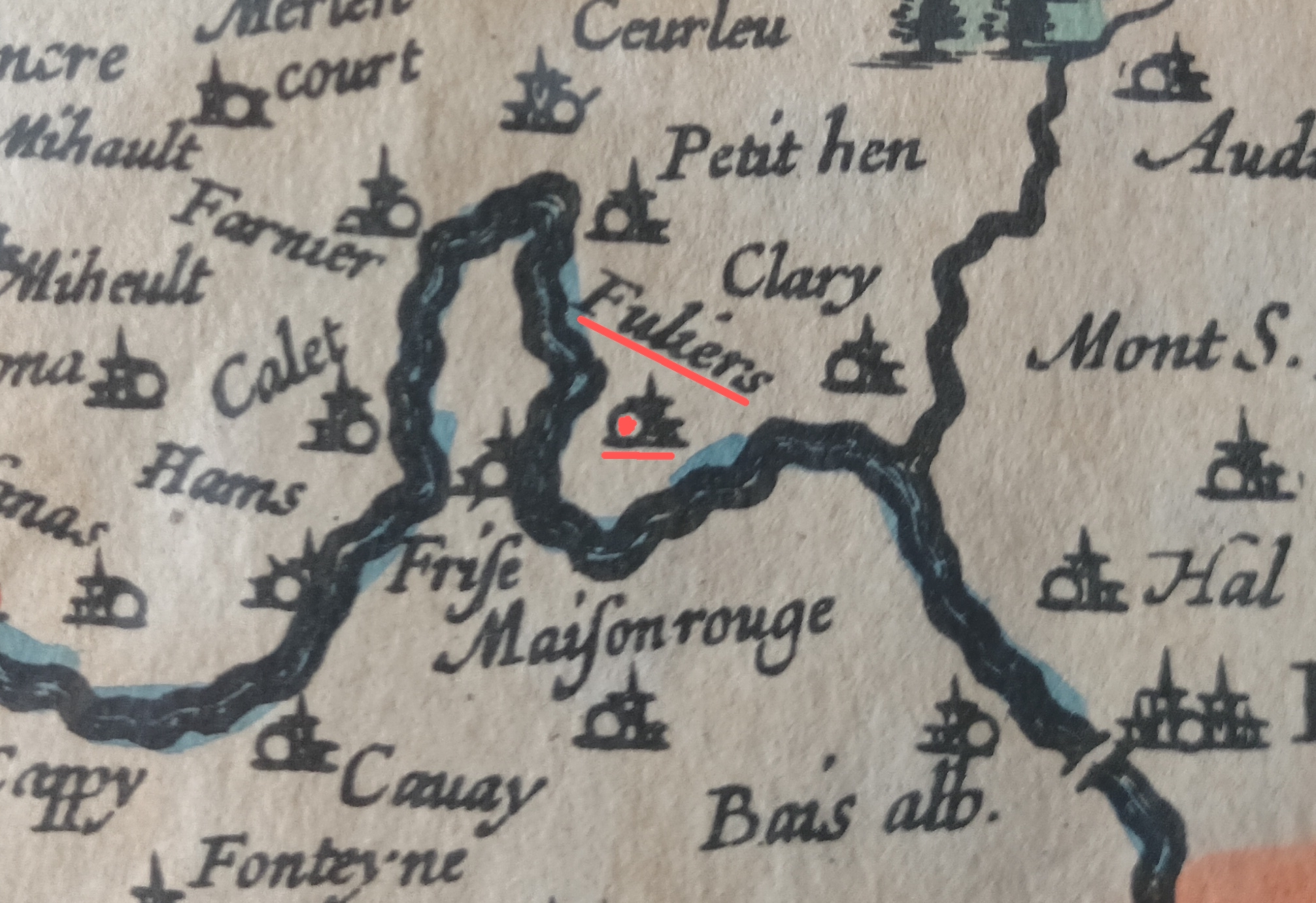
Sur une carte de la Picardie de 1620, Feuillères se nommait Fuliers.

Le nom de la localité est attesté sous les formes Feleires en 1182 ; Fulières en 1343 ; Fuillères en 1567 ; Fusiers en 1579 ; Fuliers en 1592 ; Feuilliere en 1707 ; Feuillères en 1710 ; Feuillère en 1733 ; Fæuillet en 1753 ; Fæuilliet en 1764 ; Fullière en 1761 ; Fullier en 1787.
Feuillères (du latin Fuliers, Fulers) signifie situé sous le feuillage.

## Histoire

### Moyen Âge
Il n'y a pas trace de Feuillères en tant que paroisse au Moyen Âge. C'est le village de Buscourt qui concentrait la population et les activités économiques. Buscourt possédait un château. Le village était la propriété du chapitre canonial de Saint-Fursy de Péronne avec lequel un fermier nommé Quéquet eut de fréquents démêlés.
La seigneurie de Feuillères dépendait de la châtellenie de Péronne pour partie et à la baronnie d'Héricourt pour une autre. Le village de Feuillères, était un simple hameau de pêcheurs qui vivaient des ressources piscicoles de la Somme et des marais.

### Époque moderne
Le seigneur de Feuillères était M. Lenoir.

### Époque contemporaine
L'église de Buscourt, renommée pour son écho, fut détruite en 1836.
C'est l'exploitation des phosphates d'Hem-Monacu et leur exportation par le port de Feuillères ainsi que la présence d'un arrêt sur la ligne de chemin de fer d'Albert à Péronne qui permit l'essor de Feuillères au XIXe siècle, Buscourt devenant dès lors un simple hameau.

#### Première Guerre mondiale

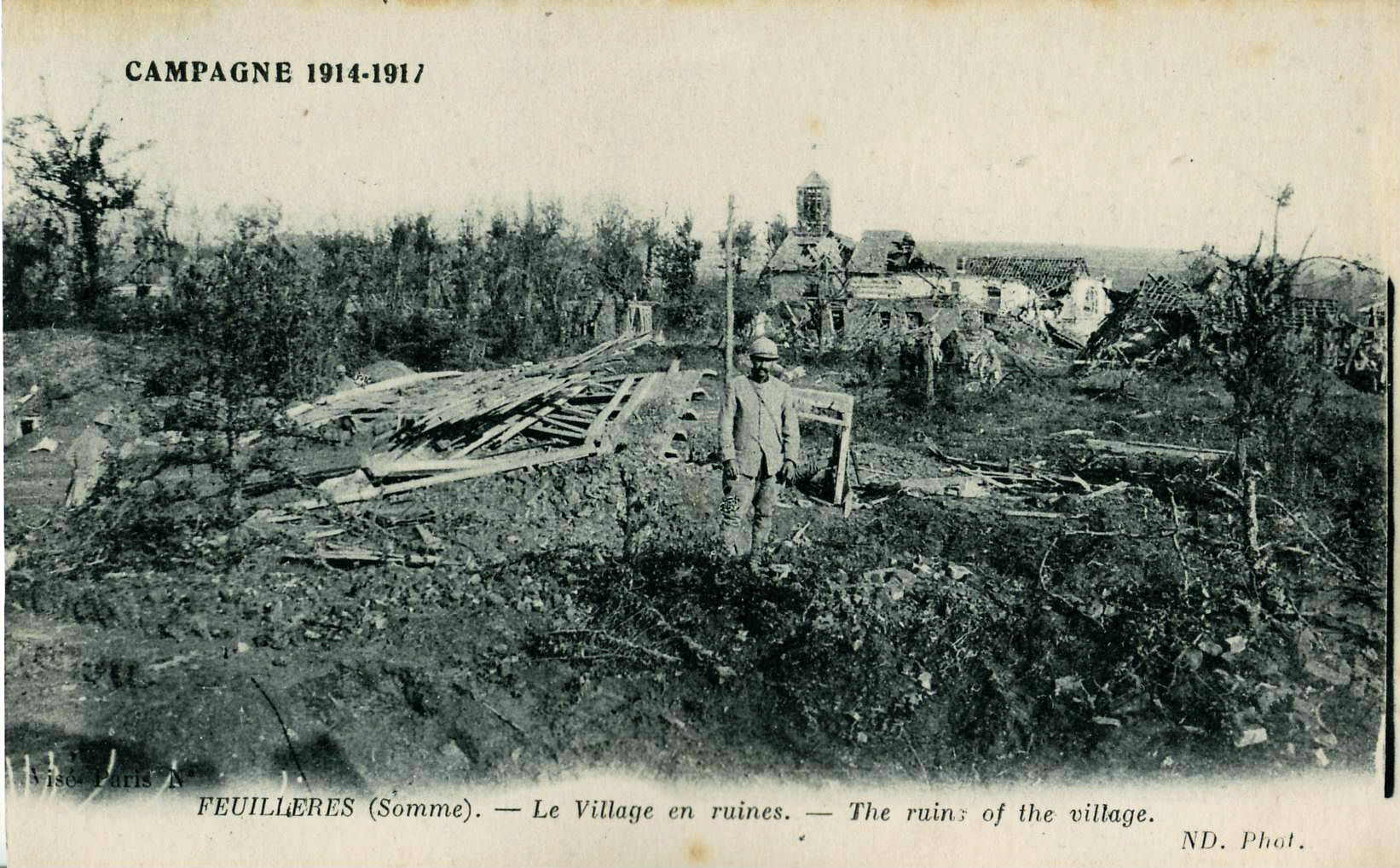
Ruines du village, après la bataille de la Somme (1916).

Durant la phase de préparation d'artillerie de la bataille de la Somme de 1916, le village fut entièrement détruit.
Seule une statue en bois du XVIIe siècle échappa aux destructions. Elle fut retrouvée dans les décombres de l'église par les soldats français au début du mois de juillet 1916.
Contrairement aux informations affichées sur le document en lien, il ne s'agit pas d'une statue de la Vierge. En effet, au pied de la statue, on peut voir la gueule d'un serpent. Cette statuette représente très certainement sainte Marguerite, une sainte sauroctone[réf. nécessaire].
La statuette était située à l'extérieur de l'église de Feuillères afin de protéger les voyageurs des attaques de couleuvres-vipérines lors de la traversée des étangs de la Somme.
Après avoir été récupérée par les soldats de l'Armée française, cette statue fut instrumentalisée à des fins de propagande anti-allemande. Elle fut présentée au public en 1916 à droite de la cloche fondue de la cathédrale de Reims lors d'une exposition au Petit Palais à Paris. Cette exposition s'intitulait : « L'art assassiné, exposition d'œuvres d'art mutilées ou provenant des régions dévastées par l'ennemi. »
La modeste statuette fut présentée à droite de la cloche fondue de la cathédrale de Reims.Petit-Palais, le musée des Atrocités allemandes : la salle réservée à la cathédrale de Reims : [photographie de presse] / Agence Meurisse
Seul objet antique du village à avoir survécu à la Première Guerre mondiale, cette statuette représente un lien fort avec le passé de la commune. À ce jour, les traces de la statuette se perdent dans les réserves des collections des musées d'Amiens. Des recherches sont en cours afin de localiser la statuette.

## Politique et administration
| Période                                  | Période                   | Identité                 | Étiquette | Qualité                        |
| ---------------------------------------- | ------------------------- | ------------------------ | --------- | ------------------------------ |
| Les données manquantes sont à compléter. |                           |                          |           |                                |
| juin 1995                                | En cours (au 31 mai 2020) | M. Dominique Delefortrie |           | Réélu pour le mandat 2020-2026 |

## Démographie
L'évolution du nombre d'habitants est connue à travers les recensements de la population effectués dans la commune depuis 1793. Pour les communes de moins de 10 000 habitants, une enquête de recensement portant sur toute la population est réalisée tous les cinq ans, les populations de référence des années intermédiaires étant quant à elles estimées par interpolation ou extrapolation. Pour la commune, le premier recensement exhaustif entrant dans le cadre du nouveau dispositif a été réalisé en 2005.

En 2022, la commune comptait 157 habitants, en évolution de +7,53 % par rapport à 2016 (Somme : −1,26 %, France hors Mayotte : +2,11 %).
| 1793 | 1800 | 1806 | 1821 | 1831 | 1836 | 1841 | 1846 | 1851 |
| ---- | ---- | ---- | ---- | ---- | ---- | ---- | ---- | ---- |
| 344  | 351  | 350  | 353  | 400  | 387  | 379  | 366  | 337  |

| 1856 | 1861 | 1866 | 1872 | 1876 | 1881 | 1886 | 1891 | 1896 |
| ---- | ---- | ---- | ---- | ---- | ---- | ---- | ---- | ---- |
| 311  | 288  | 282  | 269  | 240  | 217  | 232  | 262  | 302  |

| 1901 | 1906 | 1911 | 1921 | 1926 | 1931 | 1936 | 1946 | 1954 |
| ---- | ---- | ---- | ---- | ---- | ---- | ---- | ---- | ---- |
| 321  | 293  | 292  | 169  | 168  | 199  | 193  | 178  | 179  |

| 1962 | 1968 | 1975 | 1982 | 1990 | 1999 | 2005 | 2006 | 2010 |
| ---- | ---- | ---- | ---- | ---- | ---- | ---- | ---- | ---- |
| 176  | 165  | 151  | 155  | 149  | 151  | 137  | 138  | 146  |

| 2015 | 2020 | 2022 | - | - | - | - | - | - |
| ---- | ---- | ---- | - | - | - | - | - | - |
| 147  | 156  | 157  | - | - | - | - | - | - |

## Culture locale et patrimoine

### Lieux et monuments
- Église Saint-Quentin. Elle est reconstruite après la Première Guerre mondiale.

### Galerie

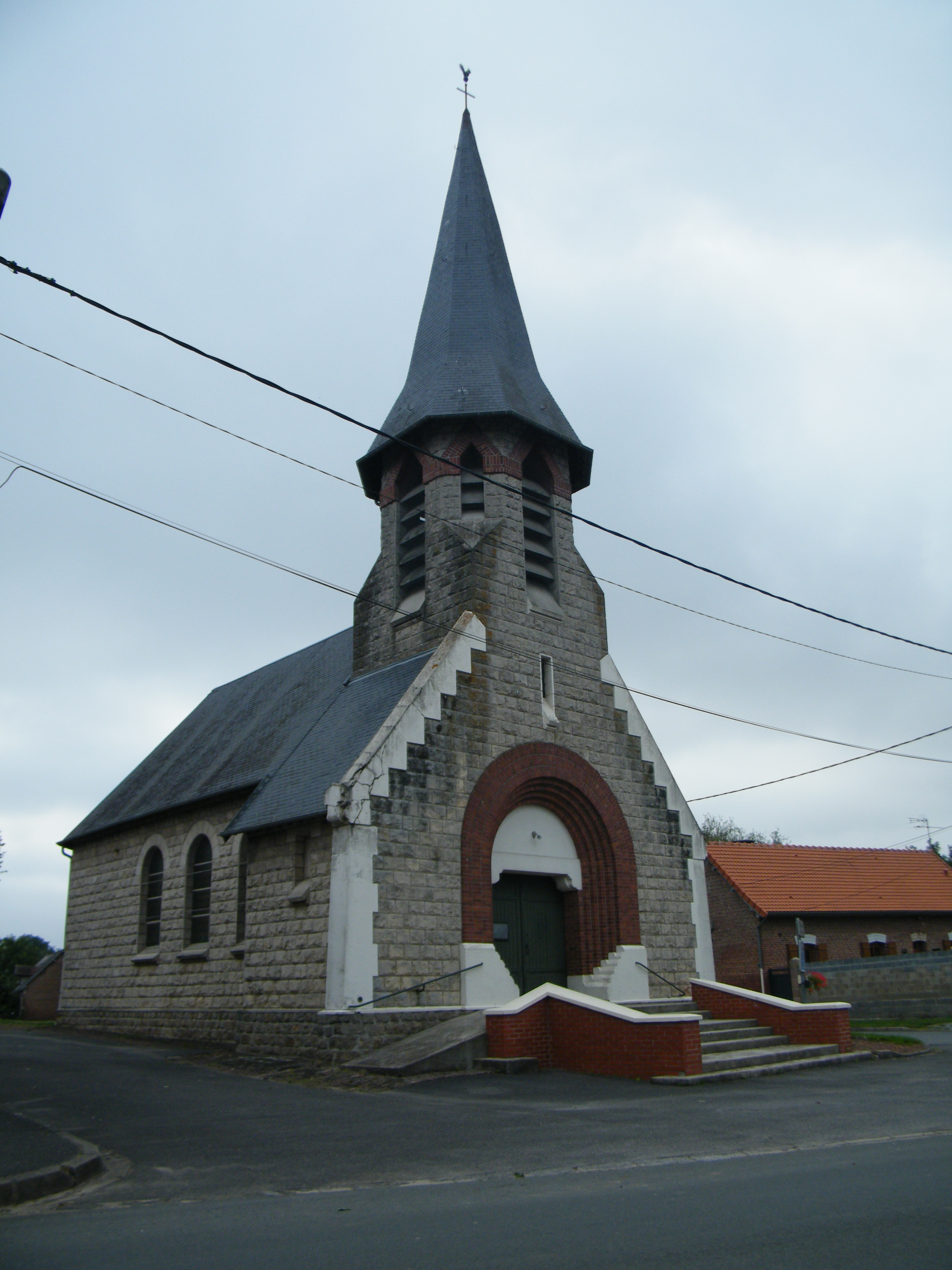
L'église.
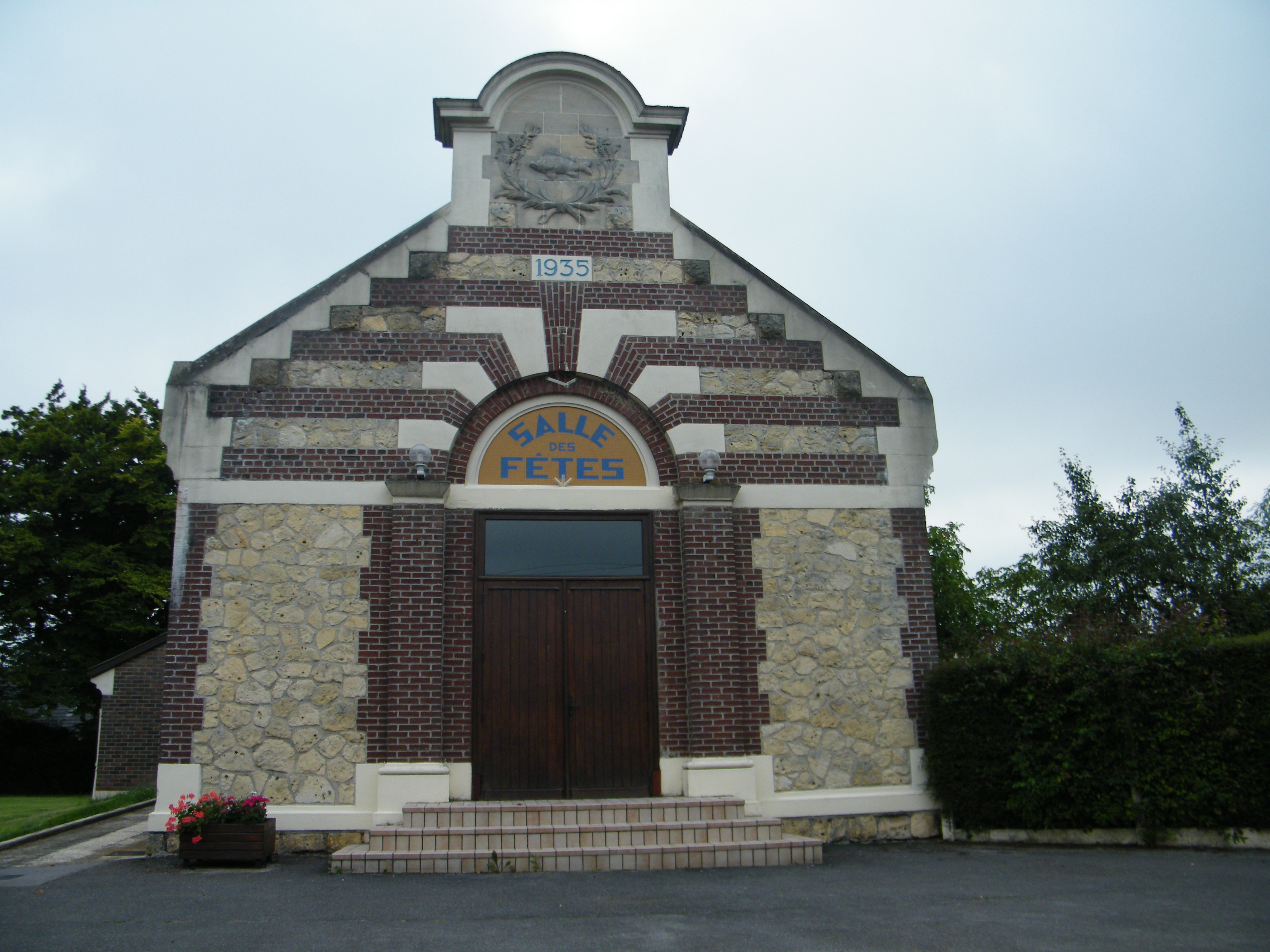
La salle des fêtes reconstruite en 1935.
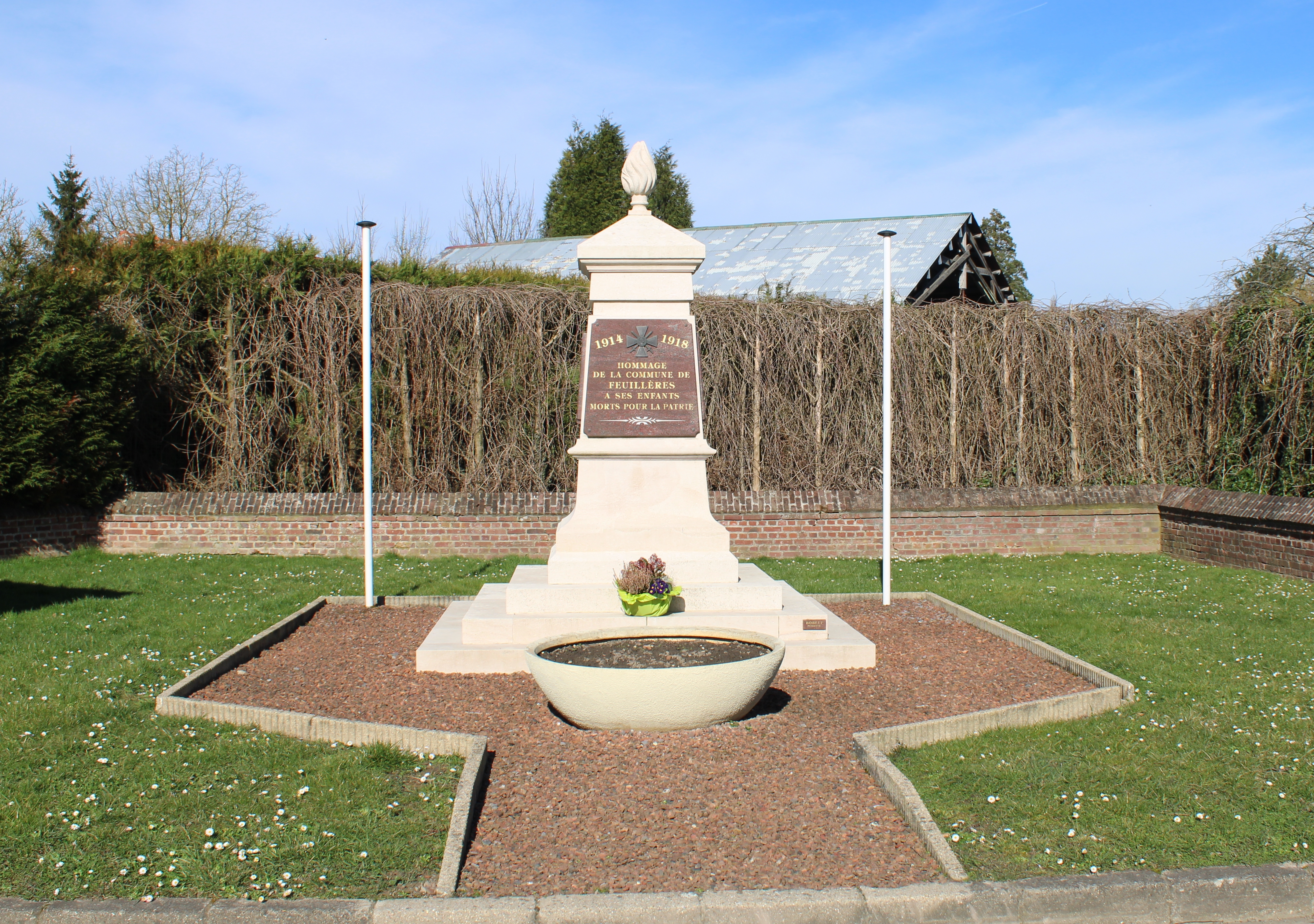
Le monument aux morts.
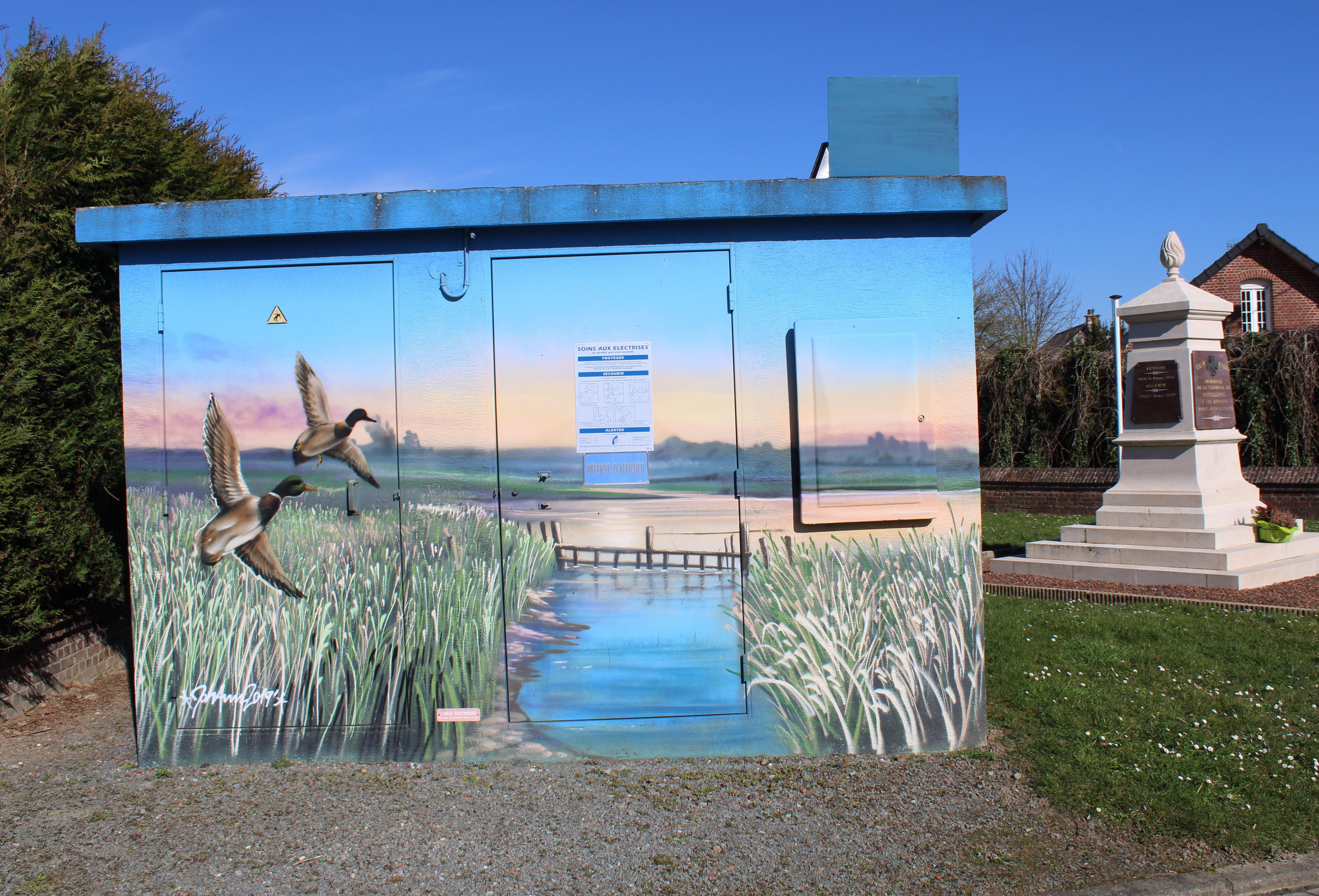
Peinture de rue.

### Personnalités liées à la commune
- Bernard Fatien (1944-1992), est né dans cette commune, c'était un ancien joueur et entraîneur de basket-ball français, il compte 15 sélections en Équipe de France de basket-ball.

### Héraldique
| Blason de Feuillères | Blason  | D'argent à la couronne ouverte de sinople formée de deux bouquets de roseau à massette, chacun fruité d'une pièce de sable et fleuri de deux pièces d'or, celui de dextre sommé d'un rameau de chêne et celui de senestre d'un rameau de laurier de sinople, enfermant une perche [poisson] au naturel. |
| Blason de Feuillères | Détails | Le blason s'inspire de la sculpture figurant sur le fronton de la salle communale, construite en 1935. Le statut officiel du blason reste à déterminer. |